# Кока (приток Усы)
Кока — река в Ульяновской области России. Устье реки находится в 57 км по левому берегу реки Уса. Длина реки составляет 19 км. Площадь водосборного бассейна — 160 км². Высота устья — 94 м над уровнем моря.

## Данные водного реестра
По данным государственного водного реестра России относится к Нижневолжскому бассейновому округу, водохозяйственный участок реки — Куйбышевского водохранилища от посёлка городского типа Камское Устье до Куйбышевского гидроузла, без реки Большой Черемшан. Речной бассейн реки — Волга от верхнего Куйбышевского водохранилища до впадения в Каспий.